# Vlastislav (Hazlov)
Vlastislav (dříve Táborská, německy Seichenreuth) je malá vesnice a část obce Hazlov v okrese Cheb v Karlovarském kraji.
Ve vsi se zachovalo několik hrázděných domů, včetně hrázděného chebského statku č. 8, který byl velmi kvalitně rekonstruován. Hrázděné stavby chebského typu jsou pro tento region typické. Najdeme je také v nedaleké Polné či jeden ve Skalce. Nejvíce se jich však zachovalo v chráněné vesnické rezervaci Doubrava u Lipové. Ve Vlastislavi je také k vidění několik historických dřevěných budov, včetně již se rozpadající dřevěné hospodářské budovy. Nedaleko centra vsi, na samotě zvané Dvůr se nachází rekonstruovaný řeholnický dvůr, ve kterém by měla být zřízena soukromá klinika.

## Geografie
Vlastislav se nachází tři kilometry jihozápadně od Hazlova, tři kilometry severovýchodně od Libé a jeden kilometr západně od Ostrohu v rovinatém terénu.

## Historie
První dochovaný záznam o Vlastislavi, původně Táborské pochází z roku 1322, kdy byla zapsána v seznamu chebských zástav. Nejstarší dochovaná verze jména vesnice je Sewkenrewt, a to právě z roku 1322. Další historická jména jsou například Seukenreuth, Schewkenrewt, Seikeinreit či Seiscenreit. V Táborské sídlili poddaní pánů z Hazlova, Chebského hradu i pánů z Libé. V roce 1357 je v chebské trestní knize zaznamenána vražda táborského občana, který byl zabit kovářem z Hazlova.
Od 21. prosince 2016 se přejmenovala na Vlastislav.

## Obyvatelstvo
Při sčítání lidu v roce 1921 zde žilo 154 obyvatel, z nichž jeden byl Čechoslovák, 152 obyvatel bylo německé národnosti a jeden byl cizozemec. K římskokatolické církvi se hlásilo 149 obyvatel, pět k církvi evangelické.
| Rok                                                    | 1869 | 1880 | 1890 | 1900 | 1910 | 1921 | 1930 | 1950 | 1961 | 1970 | 1980 | 1991 | 2001 | 2011 | 2021 |
| ------------------------------------------------------ | ---- | ---- | ---- | ---- | ---- | ---- | ---- | ---- | ---- | ---- | ---- | ---- | ---- | ---- | ---- |
| Počet obyvatel                                         | 180  | 230  | 238  | 181  | 188  | 154  | 168  | 47   | 51   | 36   | 17   | 13   | 13   | 30   | 34   |
| Počet domů                                             | 24   | 25   | 25   | 26   | 26   | 26   | 28   | 29   | -    | 9    | 6    | 6    | 11   | 10   | 12   |
| Počet domů v roce 1961 je zahrnut v počtu domů v Polné |      |      |      |      |      |      |      |      |      |      |      |      |      |      |      |

## Obecní správa
Při sčítání lidu v letech 1850–1923 Vlastislav byl osadou obce Ostroh v okrese Aš. V letech 1924–1963 byl samostatnou obcí v okrese Aš. Od roku 1964 je částí obce Hazlov v okrese Cheb.

## Doprava
Do Vlastislavi vedou dvě silnice, odvětvené v Hazlově ze silnice I/64. Jedna směrem na Polnou a Libou, druhá okolo hazlovského hřbitovního kostela svatého Jiří. Komunikace ve vsi jsou v katastrofálním stavu.[zdroj?]

## Turistika
Vesnicí prochází cyklotrasy 2057 a 2064, které se zde na návsi kříží. Jedna z nich pokračuje na hrad Seeberg, druhá zpět do Hazlova.